# Ansgar Skiba
Ansgar Skiba (* 25. Dezember 1959 in Dresden) ist ein deutscher Maler, der für seine expressiven Landschaftsgemälde und seine pastose Maltechnik bekannt ist.

## Leben und Ausbildung
Skiba absolvierte zwischen 1974 und 1978 ein Abendstudium an der Hochschule für Bildende Künste Dresden. Von 1981 bis 1982 setzte er sein Studium an derselben Institution fort. 1982 verließ er die DDR und ließ sich in Düsseldorf nieder, wo er von 1983 bis 1988 an der Kunstakademie Düsseldorf bei den Professoren Rolf Sackenheim, Michael Buthe und Gotthard Graubner studierte.
1989 erhielt er ein Arbeitsstipendium der Hedwig und Robert Samuel-Stiftung in Düsseldorf. 1993 folgte ein weiteres Stipendium der Kunststiftung Rotterdam und der Stadt Düsseldorf, das ihm einen Studienaufenthalt in Rotterdam ermöglichte. 1996 nahm er an einem Austauschprogramm mit den Cubitt Studios in London teil und arbeitete dort in einem Atelier.

## Werk und Stil
Skibas künstlerisches Schaffen konzentriert sich auf Natur- und Landschaftsdarstellungen. Er ist bekannt für seinen pastosen Farbauftrag, bei dem die Ölfarbe in dicken Schichten auf die Leinwand aufgetragen wird, was seinen Werken eine reliefartige Struktur verleiht.
Seine Motive umfassen Meereswellen, Gletscher, Gebirgslandschaften sowie Gärten und Blumen.

## Einzelausstellungen (Auswahl)
- 2008: „Schimmerndes“, Kulturhistorisches Museum Görlitz (mit Zipora Rafaelov)
- 2013: „Natur“, Museum Goch
- 2015: „Natur“, Stadtmuseum Siegburg
- 2017: „Zeichnen als Welterfahrung“, Emschertal-Museum, Schloss Strünkede (mit Zipora Rafaelov)[3]
- 2018: „Mit dem Auge erwandert“, Stadtmuseum Hattingen[4]
- 2021: „Flowers“, Museum für Gartenkunst – Schloss Benrath, Düsseldorf[5]
- 2022: „Natur“, Overbeck-Museum, Bremen[6]
- 2023: „Die Magie von Licht und Farbe“, Museum Bautzen[7]